# Cochemský model
Cochemský model popisuje interdisciplinární spolupráci všech profesí a institucí, účastnících se rozvodového řízení. Všichni účastníci sporu, právní zástupci, odbory péče o děti, soud a soudní znalci se snaží rodiče dovést k dohodě ohledně péče o jejich děti, kterou rodiče sami nebo s jejich pomocí sestaví, oba ji akceptují a následně dodržují. Sledují přitom jediný cíl a to je skutečné dobro dítěte a jeho právo na oba rodiče.
Cochemská praxe vznikla roku 1992 v kraji Cochem-Zell v německé spolkové zemi Porýní-Falc a postupně se šíří do dalších spolkových zemí. Také v zahraničí, zejména ve skandinávských zemích, ale také v Británii nebo Japonsku nachází Cochemská praxe své příznivce a její principy jsou buď částečně nebo zcela v praxi aplikovány.

## Cíl Cochemské praxe
Zájmy dítěte, jeho právo na oba rodiče, se musí (znovu) dostat do středu pozornosti obou rodičů. Rozhádaní rodiče musí být dovedeni k tomu, aby opět převzali svou společnou rodičovskou odpovědnost a nenechali o svých dětech rozhodovat cizí osoby (OSPOD, soudní znalci, soudci aj.).

## Vznik Cochemského modelu
Vznik Cochemského modelu odstartovala velmi podstatná legislativní změna v oblasti sociálně právní ochrany dětí, která vstoupila v platnost 1. 1. 1991 jako „Kinder- und Jugendhilfegesetz“ (volně přeloženo „Zákon o pomoci a podpoře dětem a mladistvým“). Tato novelizace je mnohými vnímána jako důležitý posun paradigmatu. Nový zákon jasně formuloval vznik nároku rodičů účastnících se rozvodového řízení na poradenství ze strany Úřadu péče o mládež (Jugendamt). Zatímco starý zákon ukládal úřadu pouze vyhotovování odborných posudků pro účely soudu, nový zákon ukládal povinnost poskytnutí aktivní poradenské a podpůrné činnosti rozcházejícím se rodičům, příp. také jejich dětem.
Na základě těchto změn vyvstala pro Úřad péče o mládež (Jugendamt), v rámci péče o rozcházející se rodiny, potřeba koordinované spolupráce s ostatními profesemi, které se procesu úpravy porozvodové výchovy účastní. Po nějaké době došlo k setkání zástupců výše zmíněných profesí za účelem výměny názorů a adresné kritiky vůči jednotlivým profesím a jejich počínání v procesu rozvodového řízení. Zjištění, že všechny zúčastněné profese de facto sledují stejný cíl, tedy eliminovat negativní dopady rozvodu na dítě a zachovat mu právo na oba rodiče, vedlo k založení pracovní skupiny „Arbeitskreis Cochem-Zell“, která jasně formulovala kompetence a úlohu jednotlivých profesí v rámci sporu a dala jejich spolupráci jasný rámec a pravidla.

## Cochemský model v praxi
Cochemský model je založen na interaktivní a flexibilní spolupráci všech zúčastněných profesí: soudci, advokáti (právní zástupci matky na jedné a otce na druhé straně), sociální pracovníci (OSPOD), odborní znalci a odborné poradny. Jejich kompetence a podíl na vzájemné spolupráci jsou všemi zúčastněnými vnímány jako rovnocenné. Všichni zástupci těchto profesí jednají s úmyslem dosáhnout nejlepšího řešení pro dítě/děti, přičemž se všichni shodují na základním principu, že při rozdělení rodičů je třeba v prvé řadě usilovat o zachování obou rodičů pro dítě/děti.
Všechny profese účastnící se rodičovského sporu vedou rodiče k uvědomění si své vlastní zodpovědnosti za dítě a pomáhají jim nabýt opět společné odpovědnosti, kterou jako rodiče za společné dítě nesou. Tak, aby v důsledku nenechali o svých dětech a jejich životě rozhodovat soud, ale aby toto rozhodnutí učinili společně oni sami.
Cochemský model sleduje v prvé řadě zájem dítěte, nabízí ale také velmi účinnou pomoc rodičům samotným ve formě odborné poradenské péče, které se účastní oba rodiče (na odmítnutí péče se nahlíží jako na nedostatečný projev rodičovské odpovědnosti a takový rodič riskuje svěření dítěte do péče druhého).
Stejně jako všechny zúčastněné profese, i poradenská péče se řídí principem rychlosti a flexibility. Rychlost je klíčová pro zmírnění negativního dopadu sporu na děti a také rodiče, kteří jsou často pod tlakem emocí jako jsou strach, nejistota, pocit viny nebo ublížení. Rychlost zamezí zbytečnému vyhrocení sporu a eskalaci doprovodných problémů.